# Donja Badanja
Donja Badanja (Servisch cyrillisch Доња Бадања) is een plaats in de Servische gemeente Loznica. De plaats telt 510 inwoners (2002).